# Brachynemurus carolinus
Brachynemurus carolinus is een insect uit de familie van de mierenleeuwen (Myrmeleontidae), die tot de orde netvleugeligen (Neuroptera) behoort. 
Brachynemurus carolinus is voor het eerst wetenschappelijk beschreven door Banks in 1911.